# Gustaw Potworowski (dyplomata)
Gustaw Adolf Marian Potworowski herbu Dębno (ur. 11 października 1889 w Warszawie, zm. 1 października 1951 w Maladze) – polski dyplomata.

## Życiorys
Urodził się 11 października 1889 w Warszawie, w rodzinie Jerzego Potworowskiego h. Dębno (1857–1896) i Ksawery z domu Szydłowskiej h. Lubicz (1863–1948).
Po ukończeniu gimnazjum gen. P. Chrzanowskiego w Warszawie, studiował biologię na uniwersytecie w Lozannie i w Paryżu oraz agronomię w Lipsku i w Berlinie. Po powrocie do kraju w 1914 zajmował się administracją należącego do rodziny majątku w Radoryżu. 
11 sierpnia 1919 wstąpił do służby dyplomatycznej w niepodległej Polsce. Kierował referatem plebiscytu MSZ w czasie przygotowań do plebiscytów na Warmii i Mazurach i na Górnym Śląsku. 18 sierpnia 1921 został skierowany do Komisariatu Generalnego RP w Wolnym Mieście Gdańsku, awansowany na sekretarza legacyjnego. Od 1 sierpnia 1924 do początków 1926 w centrali MSZ. W latach 1926–1928 radca poselstwa RP w Berlinie, od 1 października 1928 do 1 lipca 1934 sekretarz ambasady RP w Paryżu. 15 maja 1936  mianowany na posła nadzwyczajnego i ministra pełnomocnego w Szwecji, misję pełnił do 31 października 1942. Następnie kierował Wydziałem Spraw Uchodźczych w MSZ RP w Londynie (Rząd RP na uchodźstwie). Od czerwca 1944 poseł RP w Lizbonie. Po wojnie pozostał na emigracji, pełniąc do śmierci misję w Lizbonie z ramienia rządu RP na uchodźstwie.
Od 27 kwietnia 1922 był żonaty z Marią Magdaleną Moldenhawer.

## Ordery i odznaczenia
- Krzyż Oficerski Orderu Odrodzenia Polski (27 grudnia 1924)[2]
- Medal Niepodległości[3]
- Srebrny Medal za Długoletnią Służbę[3]
- Brązowy Medal za Długoletnią Służbę[3]
- Krzyż Wielki Orderu Gwiazdy Polarnej (Szwecja, 1938)[4]
- Krzyż Oficerski Orderu Legii Honorowej (Francja)[3]